# Оконина
Оконина (словен. Okonina) је насеље у општини Љубно, Савињска регија, Словенија.

## Историја
До територијалне реорганизације у Словенији била је у саставу старе општине Мозирје.

## Становништво
У попису становништва из 2011. године, Оконина је имала 199 становника.
| Број становника према пописима | Број становника према пописима | Број становника према пописима |
| ------------------------------ | ------------------------------ | ------------------------------ |
| 1991                           | 2002                           | 2011                           |
| 205                            | 185                            | 199                            |